# Fantan Mojah
Owen Moncrieffe alias Fantan Mojah est un chanteur de reggae jamaïcain.

## Biographie
Owen Moncrieffe alias Fantan Mojah est un chanteur de reggae jamaïcain. Il est né le 5 août 1975 à Saint Elizabeth où il vécut jusqu'à l'âge de neuf ans. Participant à des petites compétitions de chant dans sa ville natale, il démontra très jeune son intérêt pour la musique.
C'est à Kingston, où il partit s'installer quelque temps après dans le but de se créer des contacts, qu'il concrétisa son désir de faire de la musique. Il fit ses débuts avec le Killimanjaro Sound System (qui a notamment lancé Sizzla) sous le pseudonyme de Mad Killer, en référence à son idole Bounty Killer.
En 1997, le chanteur se pencha sur le rastafarisme, mouvement auquel il adhérera rapidement. Au même moment, il tissa des liens avec le chanteur Capleton et la David House. À cette occasion, il écrit des textes pour le prophète et décide de se donner un nom plus spirituel. Il finit par choisir le nom de Fantan Mojah, Mojah signifiant "amour" dans un dialecte africain.
Par la suite il participa à de nombreux festivals tels que le SummerJam, mais c'est avec l'apparition de son premier hit en 2004, la chanson Hungry sur le Invasion Riddim que son nom sortit de l'ombre grâce au label DownSound.
Une fois lancé dans le monde du reggae en Jamaïque, Fantan Mojah enchaina les succès, notamment le nyabinghi Hail To The King ou Corruption sur le Dutty rub riddim qui lui apportèrent la notoriété suffisante pour fonder son groupe, la Macka Tree Family.
Ses prestations sont demandées partout dans le monde et son activité musicale demeure croissante. En 2006 Fantan Mojah sort l'album Hail the King, du nom du hit paru auparavant. Édité par le label Greensleeves Records, il réunit différents singles dont Don't Bow out. Cet album ne trouvera pas d'éditeur en France mais reste tout de même disponible en import.
Aujourd'hui tous ses fans espèrent la sortie d'un autre album, mais en attendant ils patientent sur les nombreuses sorties 45T de qualité que Fantan Mojah leur propose.
(sources : reggae.fr, reggaefrance…)

## Discographie

### Singles
- Perilous time, Pure Joy riddim, Golden Cartel, 2005
- Thanks and praise, Seasons riddim, Don Corleon, 2005
- Kings of kings, Hold on riddim, Digital B, 2005
- From the very first time, Street Swing riddim, In the Streetz, 2006
- Change, Solid Ground riddim, Addis record, 2006
- No ordinary herb, Green Heart riddim, Hi Score, 2006
- Can't frame I, Judgement Time riddim, Special Delivery, 2006
- So many problems, Rocking Time riddim, Irie Ites, 2007
- No peace, Lavenda riddim, Rumble Infini-T, 2007
- Jah Jah you are the one, Overstand riddim, Pow Pow prod, 2007
- Balance and level, Life riddim, Creation Music, 2007
- Born Free, Togetherness riddim, Old Capital, 2007
- Rasta Got Soul, Think twice riddim, Warriors Musick', 2011

### Albums
- Hail the King, Greensleeves Records, 2005
- Stronger, Greensleeves Records, 2008
- Soul Rasta, 2016

## Liens
- Ressources relatives à la musique :   - AllMusic
  - Discogs
  - MusicBrainz
  - Muziekweb
  - Songkick
- Ressource relative à l'audiovisuel :   - Africultures
- Notices d'autorité :   - VIAF
  - ISNI
  - BnF (données)
  - LCCN
  - WorldCat